# Epená
Epená est une poudre à priser hallucinogène utilisée en Amérique du Sud : sur le cours supérieur de l'Orénoque, au Venezuela, ainsi que le long des affluents au nord du Rio Negro, au Brésil.
Selon les ethnies, la composition, l'usage traditionnel et le nom peuvent varier : nyakwana, hak-ú-dufha, paricá (dans le Rio Negro), yákee (chez les indiens Puinave), yató (chez les Indiens Kuripako).

## Historique
La mention la plus ancienne semble être celle de Koch-Grünberg en 1909 qui décrivait l'usage d'une poudre à priser très psychoactive chez les indiens Yecuana.
C'est en 1954 que Richard Evans Schultes en décrit l'usage chez les Indiens de différentes tribus du Vaupés en Colombie.

### Composition de poudre à priser
La composition varie grandement dans les groupes ethniques.
Les plantes peuvent entrer dans sa composition sont principalement des espèces appartenant au genre Virola, un arbre de la famille des Myristicaceae : 
- Virola calophylla ;
- Virola calophylloidea ;
- Virola elongata, utilisée par les indiens Makú ;
- Virola sebifera ;
- Virola theiodora, utilisée par les indiens Waiká.

Quelquefois de la poussière de feuilles de Justicia pectoralis var. stenophylla (achantacée) ou de la cendre d'écorce d’Elizabetha pinceps (légumineuse) peuvent être ajoutées.

### Principe actif
Le principal principe actif isolé de ces espèces est la 5-méthoxy-N,N-diméthyltryptamine (5-MeO-DMT) mais on y trouve aussi parfois de faibles teneurs en autres tryptamines apparentées.

### Préparation
La préparation varie selon les groupes ethniques.
Elle se prépare à partir de l'écorce qui est réduite en poudre, mêlée à de l'eau et mise à bouillir jusqu'à évaporation complète de l'eau. Le sédiment obtenu est mis à griller à feu doux et enfin réduit en poudre à l'aide d'une lame de couteau.
Une autre préparation consiste à gratter la couche interne de l'écorce qui est mise à sécher puis à griller et enfin pulvérisée en poudre.
Une autre préparation est d'arracher l'écorce du virola en longues bandes qui sont mises à chauffer ce qui permet d'en extraire une résine rouge-sang. Cette résine, une fois récoltée est mise à chauffer jusqu'à ce qu'il n'en reste que des sédiments qui sont ensuite pulvérisés. 
Chez les indiens Witoto et les indiens Bora notamment, la résine peut être absorbée sous forme de petites boulettes. Elles sont préparées par macération dans de l'eau froide de la couche interne de l'écorce afin d'en extraire une résine brunâtre qui est recouverte d'une poudre alcaline fabriquée par évaporation d'eau filtrée dans des cendres de diverses plantes dont une espèce de Gustavia. Cette préparation est active grâce à la présence de β-Carbolines qui agissent comme inhibiteur des monoamine oxydases.

### Effets
L'effet est rapide et se traduit par un engourdissement des membres, des tics faciaux, une incoordination motrice, des nausées, des hallucinations puis un état de stupeur.

### Utilisation
Généralement, cette poudre à priser est réservée à l'usage de l'homme-médecine, du chaman ou du sorcier visant notamment à la transe.
La poudre se prise et selon certaines traditions, il est même possible qu'elle soit insufflée par un tiers.